# Fury in the Slaughterhouse
Fury in the Slaughterhouse ist eine seit 1987 bestehende Rockband aus Hannover, die auch international Erfolge verzeichnen konnte.

## Bandgeschichte

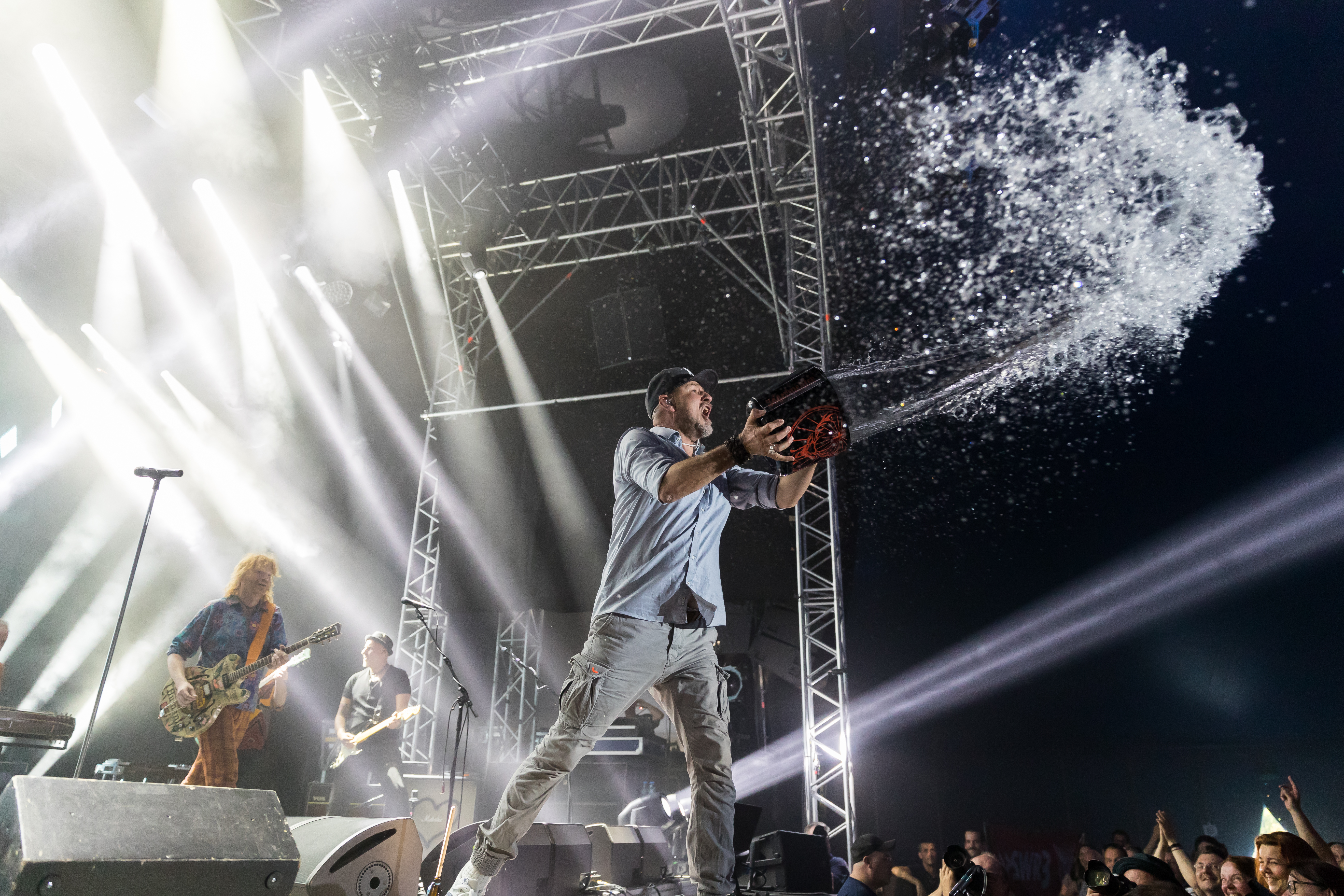
Kai Wingenfelder auf dem Zeltfestival Rhein-Neckar in Mannheim 2017

Im Frühjahr 1987 gründeten die Brüder Kai und Thorsten Wingenfelder zusammen mit Rainer Schumann, Christof Stein-Schneider und Hannes Schäfer in Hannover die Band Fury in the Slaughterhouse. Der Bandname bedeutet Aufruhr im Schlachthof, bezieht sich jedoch nach einer anderen Quelle auf die US-Kinderserie aus den 1950er Jahren um ein Pferd namens Fury, die ab 1958 im Ersten Deutschen Fernsehen gezeigt worden war. Nach Protesten dementierten später einige Bandmitglieder in Interviews diesen Zusammenhang, während immer mehr Fans den Bandnamen auf Fury reduzierten. Bereits 1988 spielte die Band ausverkaufte Konzerte und ihre ersten Alben schafften es unter die Top 50 der Albumcharts.
1992 gründeten ihre Plattenfirma SPV und die BMG Ariola das Musiklabel Slaughterhouse Music. Die Band wagte sich nun auch live nach Europa, spielte eine UK Tour und wurde 1993 von RCA USA unter Vertrag genommen, wo sie 1993 mit den Hits Radio Orchid und Every Generation Got Its Own Disease und dem Album Mono ihren Durchbruch schaffte. Cyndi Lauper hatte ihr Videoregie-Debüt mit When I’m Dead And Gone während der folgenden ersten US Tour. Mono und die beiden darauf folgenden Alben erreichten in Deutschland Goldstatus. Das Album Brilliant Thieves erreichte hinter U2 und Bruce Springsteen die bis dahin höchste Chartplatzierung (#3) der Band. Danach brachte die Band in regelmäßigen Abständen etwa alle zwei Jahre ein neues Album auf den Markt, konnte aber vorerst nicht mehr an den Erfolg von Mono anknüpfen.
1996 wurde der Bassist Hannes Schäfer durch Christian Decker ersetzt. 2005 gründete die Band das Plattenlabel Kick It Out. Hier wurden sämtliche Alben in einer überarbeiteten Version mit teilweise bisher unveröffentlichten Zusatztracks neu publiziert. 2006 trug sich die Band in das Goldene Buch der Stadt Hannover ein.
Von März bis Ende August 2008 fand eine letzte Tournee, vor der angekündigten Pause, durch Deutschland statt. Alle Konzerte wurden aufgezeichnet und konnten direkt im Anschluss an das Konzert auf USB-Sticks erworben werden. Der Auftritt in Hannover wurde zudem als Doppel-DVD (Regie: Marc Schütrumpf) und auf CD unter dem Namen Farewell & Goodbye veröffentlicht.
2011 kam die Band wieder kurz zusammen und spielte nach einem Heimspiel von Hannover 96 ihren Hit Won't Forget These Days im Stadion.
 Fury in the Slaughterhouse verkaufte über vier Millionen Alben und spielte weltweit auf mehr als 1000 Konzerten und Festivals.
Am 8. Juni 2013 trat die Band (mit Gästen) unter dem Motto Eine Stadt – eine Band – ein Konzert in Hannover (Expo-Plaza/Messe) auf; 25.000 Besucher sahen das Konzert.
Vom 10. bis zum 12. März 2017 fanden anlässlich des 30-jährigen Bandjubiläums drei ausverkaufte Klassentreffen-Konzerte in der TUI-Arena in Hannover statt. Erstmals seit 2008 hatte Fury neue Songs für ihr gleichzeitig erschienenes Best-of-Album 30 aufgenommen. Danach übernahm Holger Hübner (Mitgründer des Wacken-Festivals) das Management, und die Band entschied sich weitere Konzerte in Deutschland zu spielen. Die Band setzte in der Folgezeit ihre Auftritte fort, veröffentlichte mit Little Big World ein Akustik-Album, das auf #5 in die Charts einstieg, musste jedoch im Frühjahr 2020 ihre Tourneetermine wegen der Covid-19-Pandemie absagen. In Hannover spielten sie jedoch am 14. und 15. Mai sowie am 11. Juli 2020 drei Konzerte auf dem Schützenplatz vor jeweils rund 2000 in ihren Autos sitzenden Zuschauern im Rahmen der so genannten Autokultur-Reihe.
Im April 2021 wurde nach 13 Jahren Pause das Album Now veröffentlicht.
Im Juli 2023 veröffentlichte die Band das Studioalbum Hope. Fury gründete Hoffnung verändert alles, eine Organisation, die Hilfsorganisationen verschiedenster Art unterstützt (Sea Shepherd, ubomi, Dunkelziffer, Ärzte ohne Grenzen). 2024 veröffentlichte die Band mit Everyday Heroes im August 2024 den Song für die zweite Phase von Hoffnung verändert alles.
Die Band erhielt 2024 vom SWR und von Radio Regenbogen jeweils einen Lifetime Award.

## Diskografie
Studioalben

| Jahr | Titel Musiklabel                                                | Höchstplatzierung, Gesamtwochen, AuszeichnungChartplatzierungen (Jahr, Titel, Musiklabel, Platzierungen, Wochen, Auszeichnungen, Anmerkungen) | Höchstplatzierung, Gesamtwochen, AuszeichnungChartplatzierungen (Jahr, Titel, Musiklabel, Platzierungen, Wochen, Auszeichnungen, Anmerkungen) | Höchstplatzierung, Gesamtwochen, AuszeichnungChartplatzierungen (Jahr, Titel, Musiklabel, Platzierungen, Wochen, Auszeichnungen, Anmerkungen) | Anmerkungen                                               |
| Jahr | Titel Musiklabel                                                | DE | AT | CH | Anmerkungen                                               |
| ---- | --------------------------------------------------------------- | --- | --- | --- | --------------------------------------------------------- |
| 1988 | Fury in the Slaughterhouse Pinpoint Records (AMV)               | DE— GoldDE | — | — | Erstveröffentlichung: 1988 Verkäufe: + 250.000            |
| 1990 | Jau! SPV Records (SPV)                                          | DE43 (12 Wo.)DE | — | — | Erstveröffentlichung: 26. März 1990                       |
| 1991 | Hook-a-Hey SPV Records (SPV)                                    | DE32 (18 Wo.)DE | — | — | Erstveröffentlichung: 1. März 1991                        |
| 1993 | Mono Slaughterhouse Music (SPV)                                 | DE12 Gold · (30 Wo.)DE | — | — | Erstveröffentlichung: 1. Februar 1993 Verkäufe: + 250.000 |
| 1995 | The Hearing and the Sense of Balance Slaughterhouse Music (SPV) | DE6 Gold · (27 Wo.)DE | — | — | Erstveröffentlichung: 1. Februar 1995 Verkäufe: + 250.000 |
| 1997 | Brilliant Thieves Slaughterhouse Music (SPV)                    | DE3 Gold · (20 Wo.)DE | — | — | Erstveröffentlichung: 3. März 1997 Verkäufe: + 250.000    |
| 1998 | Nowhere … Fast! Slaughterhouse Music (SPV)                      | DE5 (15 Wo.)DE | — | — | Erstveröffentlichung: 25. Mai 1998                        |
| 2000 | Home Inside Electrola (EMI)                                     | DE9 (13 Wo.)DE | — | — | Erstveröffentlichung: 29. Mai 2000                        |
| 2002 | The Color Fury Electrola (EMI)                                  | DE13 (7 Wo.)DE | — | — | Erstveröffentlichung: 2. April 2002                       |
| 2004 | Nimby SPV Recordings (SPV)                                      | DE19 (6 Wo.)DE | — | — | Erstveröffentlichung: 22. März 2004                       |
| 2006 | Every Heart Is a Revolutionary Cell SPV Recordings (SPV)        | DE30 (3 Wo.)DE | — | — | Erstveröffentlichung: 28. Juni 2006                       |
| 2008 | Don’t Look Back SPV Recordings (SPV)                            | DE33 (3 Wo.)DE | — | — | Erstveröffentlichung: 28. März 2008                       |
| 2021 | Now Starwatch Entertainment (Sony)                              | DE2 (9 Wo.)DE | — | CH80 (1 Wo.)CH | Erstveröffentlichung: 23. April 2021                      |
| 2023 | Hope Starwatch Entertainment (Sony)                             | DE1 (7 Wo.)DE | — | CH83 (1 Wo.)CH | Erstveröffentlichung: 28. Juli 2023                       |

## Nebenprojekte
- Kai Wingenfelder (Soloprojekt)

2005 – Home (Benefiz-Album für School for Life zu Gunsten der Tsunami-Opfer in Thailand, Beteiligung von Wingenfelder sowie Jens Krause)
2006 – Won’t Forget These Days ’06-WM-Song als Teil des Music Team Germany für den Fernsehsender Premiere
2007 – Kai Wingenfelder „Alone“ (CD)
- Little Red Riding Hood (Soloprojekt Kai und Thorsten Wingenfelder sowie Jens Krause)

1996 – Little Red Riding Hood (CD)
- Wohnraumhelden (Soloprojekt Christof Stein-Schneider und Fabian Schulz)

2003 – Welthits (Album)
2005 – Die Rückkehr der Wohnraumhelden (Album)
2006 – Jetzt mal im Ernst (Split-CD-Album) – Die Wohnraumhelden vs. Mirco Buchwitz
2008 – Tourlaub (Live-Album)
2009 – Kung-Fu Schule (Album) – Die Wohnraumhelden
2009 – Das BESTE der Wohnraumhelden (Live-Album)
2011 – Rock'n'Roll Puppentheater
2012 – wirklich evil
2014 – Rettung naht (Nur echt mit dem gelben, veganen Gummiband)
- Driftland (englischsprachiges Soloprojekt Thorsten Wingenfelder)

2003 – Songs Of Love And Hope (CD)
- Thorsten Wingenfelder (deutschsprachiges Soloprojekt)

2006 – 360° Heimat (CD)
- Wingenfelder (Band von Kai und Thorsten Wingenfelder)

2011 – Besser zu zweit (CD)
2012 – Besser zu zweit (CD/DVD)
2012 – Off the Record (CD)
2012 – Wenn die Zeit kommt (Weihnachtsspenden-Projekt mit radio ffn zur Hilfe für krebskranke Kinder)
2013 – Selbstauslöser (CD/Doppelvinyl)
2015 – 22814 Live Akustisch Unperfekt (CD/DVD)
2015 – Retro (CD)
2018 – Sieben Himmel hoch (CD/Doppelvinyl)
2020 – Sendeschluss Testbild (CD/Vinyl)
2024 - Schlicht und ergreifend (CD/Vinyl)
- Balticseachild (Projekt von Kai Wingenfelder)

2015 – Balticseachild (CD)
- Schumann (Soloprojekt Rainer Schumann)

2013 – SUNSHINE, LOVE, MUSIC AND FOOTBALL (CD)

## Trivia
- Im Jahr 1994 hatte Fury in the Slaughterhouse einen Gastauftritt in der kanadischen Fernsehserie Catwalk – Eine Band will nach oben.[10]
- Seit 2020 hat die Band mit Radio Orchid eine eigene Radioshow mit Podcast bei Radio Bob.[11]